# A Resource Record
Mit einem A Resource Record wird einem DNS-Namen eine IPv4-Adresse zugeordnet. A Resource Records sind die häufigsten Resource Records im DNS.
Neben der Host-IP-Adressen-Zuordnung werden A RRs auch für DNSBLs oder zur Angabe von Subnetzmasken zu Rückwärtsauflösungen gemäß RFC 1101 verwendet.
Der entsprechende Recordtyp für IPv6 ist AAAA.

## Aufbau
Name
veröffentlichter Name
TTL
time to live: gibt an, wie lange in Sekunden dieser Resource Record in einem Cache gültig sein darf (optional; ohne Angabe wird ein zuvor explizit – per $TTL-Anweisung am Anfang der Zonendatei – definierter Standardwert angenommen)
IN
class: Internet (optional; Alternativen sind die Klassen HS für HESIOD und CH für CHAOS, zwei seit langem obsolete, experimentelle Netzwerkprojekte; ohne Angabe wird IN angenommen)
A
Record Type
Length
die Länge des Eintrags, in diesem Fall 4 für die 4 Bytes der IP-Adresse.
Adresse
die IP-Adresse, unter der der gesuchte Server erreichbar ist

## Beispiel
```
www.example.com. 3600  IN  A  172.27.171.106
```

Äquivalent formuliert:
```
$TTL 3600
$ORIGIN example.com.
www A  172.27.171.106
```